# Каражанбас
Каражанбас — нефтяное месторождение в Тупкараганском районе Мангистауской области Казахстана, на полуострове Бузачи. Относится к Северо-Бузашинской нефтегазоносной области.
Месторождение было открыто в 1974 году. Залежи располагаются на глубине 228—466 м в структурных пластах средних юрских и нижних меловых отложений и обладают высотой 3,9—75,4 м. Основная залежь связана с пластом барремского яруса. В качестве коллекторов выступают песчаники и алевролиты пористостью 27—29 % и проницаемостью 0,0136—0,351 мкм². Пластовое давление составляет 3—5,75 МПа, температура — 25—37°С. В составе месторождения выявлено семь нефтяных залежей и одна нефтегазовая.
Дебиты нефти составляют 1,2—76,8 м³/сут. Плотность нефти — 939—944 кг/м³. Содержание серы — 1,6—2,2 %, парафина — 0,7—1,4 %. Нефть месторождения считается тяжёлой и высокосмолистой. Другой её характерной особенностью является наличие ванадия и никеля. Начальные запасы нефти оцениваются в 70 млн тонн.
По данным Государственного комитета по запасам (ГКЗ) СССР, балансовые запасы составили 238,535 млн т при коэффициенте извлечения 0,36; извлекаемые — 96,983 млн т; остаточные извлекаемые запасы нефти на конец 2011 г — около 54 млн т.
Центр добычи — город Актау.
В настоящее время месторождение разрабатывается АО «Каражанбасмунай» с офисом в Актау. Акционерами «Каражанбасмунай» является CITIC и казахская нефтяная компания Разведка Добыча «КазМунайГаз» по 50 % соответственно. Добыча нефти в 2008 году составила 2 млн тонн.